# Moldova (Lüganuse)
Koordinaten: 59° 25′ N, 27° 7′ O
Moldova ist ein Dorf (estnisch küla) in der Landgemeinde Lüganuse (Luganuse vald). Es liegt im Kreis Ida-Viru (Ost-Wierland) im Nordosten Estlands.

## Beschreibung und Geschichte
Das Dorf hat 23 Einwohner (Stand 1. Januar 2012). Es liegt wenige Meter vom Finnischen Meerbusen entfernt.
Seit 2009 bestehen Kontakte zwischen dem Dorf Moldova und der Republik Moldau, die in der Staatssprache Republica Moldova heißt. Der Name des estnischen Dorfes stammt vermutlich von dem Familiennamen Moldau, der dort geläufig ist.
Westlich von Moldova liegt der kleine Ahermu-Wasserfall (Ahermu juga) bei dem gleichnamigen Bauernhof. Der 1,5 m hohe Wasserfall ist einer der wenigen Wasserfälle auf Sandstein, die sich in Estland während des Kambriums gebildet hatten.